# Uzina Mecanică Drăgășani
Uzina Mecanică Drăgășani (UM Drăgășani) este o fabrică de armament din România.
Compania produce cartușe de mitralieră.
În mai 2004, Gigi Becali, împreună cu Asociația Salariaților de la Uzina Mecanica Drăgășani au cumpărat pachetul integral de acțiuni al fabricii, valoarea tranzacției fiind de circa 13,9 milioane lei.
Suma includea prețul pentru pachetul de acțiuni, investițiile prevăzute pentru dezvoltarea societății în următorii cinci ani, investiții de mediu și capital de lucru.